# Chumałag
Chumałag (ros. Хумалаг) – wieś w Rosji, w Osetii Północnej, w rejonie prawobierieżnym. W 2021 liczyła 3807 mieszkańców.

## Urodzeni
- Oleg Nanijew - zapaśnik.